# Vennen, heiden en moerassen rond Turnhout
Vennen, heiden en moerassen rond Turnhout este o arie protejată (arie specială de conservare — SAC, sit de importanță comunitară — SCI, arie de protecție specială avifaunistică — SPA) din Belgia întinsă pe o suprafață de 3.627 ha, integral pe uscat.

## Localizare
Centrul sitului Vennen, heiden en moerassen rond Turnhout este situat la coordonatele 51°22′00″N 4°58′00″E / 51.3667°N 4.9667°E.

## Înființare
Situl Vennen, heiden en moerassen rond Turnhout a fost declarat arie de protecție specială avifaunistică în ianuarie 1900 pentru a proteja 1 specie de plante și 5 specii de animale. Alte tipuri de protecție:
- sit de importanță comunitară (în mai 2002)
- arie specială de conservare (în aprilie 2014)[1][2][3]

## Biodiversitate
Situată în ecoregiunea atlantică, aria protejată conține 18 habitate naturale: Vegetație psamofilă uscată cu Calluna și Genista, Vegetație psamofilă uscată cu pășuni deschise de Corynephorus și Agrostis, Ape oligotrofe din câmpii nisipoase, cu un conținut foarte redus de minerale (Littorelletalia uniflorae), Ape stătătoare oligotrofe până la mezotrofe, cu vegetație de Littorelletea uniflorae și/sau de Isoëto-Nanojuncetea, Lacuri eutrofice naturale cu vegetație de tip Magnopotamion sau Hydrocharition, Lacuri și iazuri distrofice naturale, Cursuri de apă de la nivel de câmpie la nivel montan, cu vegetație Ranunculion fluitantis și Callitricho-Batrachion, Pajiști umede nord-atlantice cu Erica tetralix, Pajiști uscate europene, Formațiuni ierboase bogate în specii de Nardus, dezvoltate pe substraturi silicioase în zone montane (și în zone submontane, în Europa continentală), Pajiști cu Molinia pe soluri calcaroase, turboase sau argilos-nămoloase (Molinion caeruleae), Mlaștini turboase de tranziție și turbării mișcătoare, Depresiuni pe substraturi de turbă de Rhynchosporion, Mlaștini alcaline, Păduri de fag acidofile atlantice, cu subarboret de Ilex și, uneori, de asemenea, Taxus, la nivelul arbuștilor (Quercion robori-petraeae sau Ilici-Fagenion), Păduri de stejar sau de stejar și carpen sub-atlantice și medio-europene de Carpinion betuli, Păduri acidofile de stejar bătrân cu Quercus robur pe câmpii nisipoase, Păduri aluvionare cu Alnus glutinosa și Fraxinus excelsior (Alno-Padion, Alnion incanae, Salicion albae).
La baza desemnării sitului se află mai multe specii protejate:
- plante (1): Luronium natans
- amfibieni (1): triton cu creastă (Triturus cristatus)
- mamifere (1): liliac de iaz (Myotis dasycneme)
- nevertebrate (1): libelule (Leucorrhinia pectoralis)
- pești (2): zvârluga (Cobitis taenia), țipar (Misgurnus fossilis)

Pe lângă speciile protejate, pe teritoriul sitului au mai fost identificate 24 de specii de păsări, 3 specii de amfibieni, 9 specii de mamifere.